# Резцова, Анфиса Анатольевна
Анфи́са Анато́льевна Резцо́ва (в девичестве — Рома́нова; 16 декабря 1964, Якимец, Гусь-Хрустальный район, Владимирская область — 19 октября 2023, Долгопрудный, Московская область) — советская и российская биатлонистка и лыжница, двукратная олимпийская чемпионка по биатлону, олимпийская чемпионка по лыжным гонкам, трёхкратная чемпионка мира по лыжным гонкам, двукратная обладательница Кубка мира по биатлону. Долгое время сохраняла титул единственной женщины в мире — олимпийской чемпионки сразу в двух зимних видах спорта (в 2018 году на играх в Пхёнчхане это достижение повторила чешская спортсменка Эстер Ледецкая, завоевав золотые медали в горнолыжном спорте и сноуборде на одной Олимпиаде). Первая в истории мирового биатлона олимпийская чемпионка в этом виде спорта. Заслуженный мастер спорта СССР (1987). Кавалер ордена Дружбы народов (СССР, 1988) и ордена Дружбы народов (Россия, 1994).
Спортивная карьера продолжалась с 1985 по 2000 год. Начала тренироваться в спортивном обществе «Динамо» (Владимир), под руководством Леонида Резцова, который впоследствии стал её мужем (в 1985 году).

## Биография
Родилась в рабочей семье: отец работал строителем, а мать — на химическом заводе. В семье, с Анфисой, воспитывались ещё три брата.
На Кубке мира по лыжным гонкам Анфиса Романова (девичья фамилия Резцовой) дебютировала в сезоне 1984/85. 14 февраля 1985 года она впервые поднялась на пьедестал в индивидуальном старте, заняв 3 место в гонке на 10 км классикой в немецком Клингентале. Через несколько дней она была второй в Нове-Место в гонке на 5 км классикой. Апогеем стала золотая медаль на чемпионате мира в австрийском Зеефельде, где лыжница вместе с советской командой первенствовала в эстафете (причём Романова бежала на 4-м этапе и вывела команду в лидеры). Дебютный сезон спортсменка завершила на 6 месте в итоговом зачёте Кубка мира. Это один из лучших дебютов в истории мировых лыж.
В сезоне 1985/86 результаты Резцовой несколько снизились, хотя она трижды стояла на пьедестале в индивидуальных гонках. В итоговой классификации Кубка мира заняла 15 место.
Сезон 1986/87 стал самым удачным для Резцовой в лыжных гонках. Она выступала без индивидуальных побед, часто занимая призовые места. На чемпионате мира в немецком Оберсдорфе Резцова завоевала три медали — золото в эстафете (вновь стартовала на 4-м этапе) и два серебра в индивидуальных гонках (гонки на 5 км классикой и 20 км коньком). Сезон Резцова закончила на втором месте вслед за финкой Марьо Матикайнен.
В олимпийском сезоне 1987/88 она заняла 13 место в итоговом зачёте Кубка мира. На Олимпиаде впервые в карьере стала чемпионкой в составе эстафетной четвёрки и выиграла серебро в гонке на 20 км свободным стилем.
После олимпийского сезона Резцова приняла решение перейти в биатлон. В 1989 году в семье Резцовых родилась дочь Дарья, а с 1990 года в 26 лет Анфиса Резцова перешла в биатлон, где стала выступать на Кубке мира.
В биатлонном сезоне 1990/91 Резцова дебютировала не совсем удачно. Причиной неудач стала её крайне нестабильная стрельба. Сезон она завершила на 48 месте в итоговой классификации Кубка мира.
На Кубке мира 1991/92 Резцова завоевала Большой Хрустальный глобус. В лыжном ходе её доминирование было безоговорочным, а в стрельбе для хорошего выступления ей было достаточно закрыть хотя бы половину мишеней. Например, в победной для себя индивидуальной гонке на этапе в Хольменколлене она допустила 7 промахов. В этом сезоне Резцова выиграла четыре гонки и ещё трижды стояла на пьедестале в личных гонках. В командных гонках Кубка мира Резцова один раз победила и ещё дважды была на пьедестале в эстафетах. На Олимпиаде в Альбервилле Резцова стала первой олимпийской чемпионкой в истории женского биатлона. Она выиграла спринтерскую гонку на 7,5 км. Также завоевала бронзовую медаль в эстафете. На чемпионате мира в Новосибирске завоевала серебряную медаль в командной гонке.
В сезоне 1992/93 Резцова во второй раз выиграла Кубок мира. Побеждала в шести личных гонках на этапах Кубка мира и дважды занимала призовые места. В эстафетах — одна победа и три вторых места. Однако на чемпионате мира в болгарском Боровеце выступила неудачно (11 место в спринте, 11 место в индивидуальной гонке и 5 место в эстафете).
В сезоне 1993/94 результаты Резцовой значительно ухудшились. В итоговой классификации она только на 54 месте. Лишь однажды поднялась на пьедестал, став третьей вместе с командой в эстафете в Рупольдинге. В личных гонках выступала ещё хуже. В десятку сильнейших по ходу сезона она попадала лишь раз в индивидуальной гонке в Антерсельве (10 место). На Олимпиаде в Лиллехаммере вместе с командой стала олимпийской чемпионкой в эстафете.
В сезоне 1994/95 Резцова на этапах Кубка мира ни в одной гонке не вошла в десятку лучших. На чемпионате мира в Антерсельве стартовала в спринте (20 место) и в эстафете (6 место). В женской сборной России по биатлону между главным тренером Леонидом Гурьевым и Анфисой Резцовой наметился конфликт, который в дальнейшем привёл к уходу Резцовой из биатлона.
После рождения дочери Кристины в 1996 году Резцова решила вновь вернуться в лыжные гонки.
На Кубке мира 1998/99 Резцова заняла 9 место в общем зачёте, 8 место в зачёте спринта и 8 место в дистанционных дисциплинах. Главным достижением этого сезона стала золотая медаль в эстафете на чемпионате мира в Рамзау.
В сезоне 1999/2000 Резцова заняла только 32 место в общем зачёте. Сильнейшая конкуренция в сборной России и приход молодых талантливых лыжниц вынудили Резцову завершить карьеру в сезоне 2001/02.

### Кубки мира Резцовой по биатлону (2)
Общий зачёт (сезон 1991/92) 
| Место | Спортсмен          | Очки |
| ----- | ------------------ | ---- |
| 1     | Анфиса Резцова     | 212  |
| 2     | Анн Бриан          | 179  |
| 3     | Петра Шаф          | 173  |
| 4     | Светлана Печёрская | 153  |
| 5     | Уши Дизль          | 147  |

Общий зачёт (сезон 1992/93) 
| Место | Спортсмен      | Очки |
| ----- | -------------- | ---- |
| 1     | Анфиса Резцова | 225  |
| 2     | Мириам Бедар   | 183  |
| 3     | Анн Бриан      | 163  |
| 4     | Натали Сантер  | 160  |
| 5     | Петра Шаф      | 149  |

### Личная жизнь
Муж — Леонид Резцов (род. 1962), тренер по биатлону (разведены). Дочери — Дарья Виролайнен (род. 1989), Кристина Резцова (род. 1996) (обе биатлонистки), Василиса, Мария.

### Смерть
Скончалась 19 октября 2023 года на 59-м году жизни. Последние дни спортсменка провела в реанимации подмосковной больницы, куда была доставлена без сознания 15 октября. 20 октября её должны были перевезти в другую больницу, но олимпийская чемпионка умерла накануне, не приходя в сознание.
За несколько месяцев до этого у неё случился сердечный приступ. В марте 2023 года она упала в обморок у себя дома во Владимирской области, после чего её доставили в больницу. Также женщина часто жаловалась на низкий уровень гемоглобина. Несколько раз ей делали донорское переливание крови. Похоронена на Троекуровском кладбище (аллея спортсменов).

## Награды
- Почётная грамота Президиума Верховного совета Российской Федерации (26 апреля 1993 года) — за долголетнюю плодотворную работу, большие личные заслуги в развитии физической культуры и спорта в Российской Федерации и в связи с 70-летием со дня образования первого в России физкультурно — спортивного общества «Динамо»[11]